# Nemesio de Lara
Nemesio de Lara Guerrero, né le 28 novembre 1952, est un homme politique espagnol membre du PSOE.

## Biographie
Il est marié et père de deux enfants.

### Carrière politique
Il est député aux Cortes de Castille-La Manche de 1991 à 1995 et président de la commission de l'Agriculture.
De 1987 à 1995, il est maire de La Solana et de 1999 à 2015, président de la Députation provinciale de Ciudad Real.
Le 30 juillet 2015, il est désigné sénateur par les Cortes de Castille-La Manche en représentation de Castille-La Manche.